# Joseph Anthony Mandarino
Joseph Anthony Mandarino, genannt Joe, (* 20. April 1929 in Chicago; † 18. September 2007 in Toronto) war ein US-amerikanisch-kanadischer Mineraloge.

## Leben
Mandarino interessierte sich schon als Schüler für Minerale und veröffentlichte mit 18 Jahren in der Zeitschrift Rocks and Minerals. Er studierte am Michigan College of Mining and Technology in Houghton (Michigan) mit dem Master-Abschluss 1951. Danach diente er von 1952 bis 1954 bei der US Air Force als Leutnant, hatte nebenbei aber verschiedene Sommer-Jobs in Geologie und Mineralogie und war 1957 bis 1959 Assistant Professor am Michigan College of Mining. Ab 1959 war er bis zu seiner Pensionierung 1994 Kurator am Royal Ontario Museum, dessen Acting Associate Director er 1990 bis 1992 war. Gleichzeitig war er 1980 bis 1991 Professor an der Universität Toronto.
1983 bis 1994 war er als Nachfolger von Michael Fleischer und Akira Kato Vorsitzender der Kommission für neue Mineraliennamen (Commission on New Minerals and Mineral Names, CNMMN) der International Mineralogical Association. Er bearbeitete mit Michael Fleischer die Neuauflagen des Glossary of Mineral Species 1991, 1999 (ohne Fleischer) und 2004 (mit Malcolm Back) und war bei seinem Tod mit der Erstellung der International Encyclopedia of Minerals beschäftigt.
Mandarino gilt als Erstbeschreiber für 17 Mineralien wie unter anderem Denningit (1962), Romarchit und Hydroromarchit (1971), Barićit und Kulanit (1976), Marićit (1977), Walfordit (1999) und Keilit (2002). Er befasste sich auch mit Kristalloptik, insbesondere der Gladstone-Dale Relation (nach John Hall Gladstone, Thomas Pelham Dale 1864), die den Brechungsindex mit optischen Konstanten der molekularen und elementaren Bestandteile in Verbindung setzt. 
Er war seit 1957 verheiratet und hatte vier Kinder.

## Ehrungen und Mitgliedschaften
Das Mineral Mandarinoit aus Bolivien wurde 1978 von Pete J. Dunn, Donald R. Peacor und Bozidar Darko Sturman beschrieben und nach ihm benannt.
1992 wurde er Ehrenmitglied der Mineralogical Society of Great Britain and Ireland. 1973 bis 1975 war er Präsident der Mineralogical Association of Canada, deren L. G. Berry Medal er erhielt. Er war Ehren-Direktor der Canadian Gemmological Association. 1977 erhielt er die Queen Elizabeth II Silver Jubilee Medal und 1996 die Sandor Koch Medaille der ungarischen mineralogischen Gesellschaft. Er hielt auch engen Kontakt zu Amateur-Mineraliensammlern und war Präsident des Walker Mineralogical Club in Toronto.

## Schriften
- Introductory Gemmology, Canadian Jewellers Institute 1962, 1975
- The Gladstone-Dale compatibility of minerals and its use in selecting mineral species for further study, Canadian Mineralogist, Band 45, 2007, S. 1307–1324